# SN 2011gb
SN 2011gb – supernowa typu Ia odkryta 24 września 2011 roku w galaktyce A013343+3448. W momencie odkrycia miała maksymalną jasność 16,10m.